# Наталі Бай
Наталі́ Бай (фр. Nathalie Baye; нар. 6 липня 1948, Менневіль, Ер, Франція) — французька акторка театру, кіно та телебачення. Чотириразова лауреатка премії «Сезар»: за найкращу жіночу роль другого плану (у 1981 та 1982 роках) та за найкращу жіночу роль (1983 та 2006 рр.). У 1999 Наталі Бей отримала Кубок Вольпі Венеційського кінофестивалю за найкращу жіночу роль у фільмі Фредеріка Фонтейна «Порнографічний зв'язок». .

## Біографія
Народилася 6 липня 1948 року у Менневілі (департамент Ер у Франції) в сім'ї художників Клода Бая та Деніз Кусте. З раннього дитинства мріяла стати балериною і в 14 років вступила до Балетної школи в Монте-Карло (Монако). У 17 років одержала запрошення виступати в Нью-Йоркській танцювальній групі, навчалася мистецтва класичного та сучасного балету, багато гастролювала. Повернувшись до Франції, Наталі Бай зацікавилася театром і поступила до акторської школи Рене Симона, потім до Паризької консерваторії.
1983 року народила доньку Лауру від французького шансоньє Джонні Голлідея.

## Кар'єра
Дебютувала в кіно 1972 року у фільмі Роберта Вайза «Два чоловіки» невеликою роллю француженки. У 1973 дебютувала у Франції, знявшись у Франсуа Трюффо у ролі завзятої асистентки режисера в картині «Американська ніч». Далі були роботи у фільмах Жана-Люка Годара, Марко Феррері, Моріса Піали, а у 1978 році Бей знову знялася у Трюффо у «Зеленій кімнаті».
У 1980 Наталі Бай зіграла у драмі Годара «Рятуй, хто може (своє життя)» (1980), яка принесла їй премію «Сезар» у номінації «Найкраща акторка другого плану». Через рік Бай отримала другий «Сезар» за роль у фільмі П'єра Граньє-Дефера «Дивна справа». У 1983 році за роботу у кримінальному бойовику Боба Свейма «Інформатор» Бай отримала премію «Сезар» у номінації «Найкраща акторка».
У 1980-і роки Наталі Бай, ставши однією з найзатребуваніших акторок комерційного кіно, продовжувала зніматися у авторських фільмах — таких, як «Наша історія» Бертрана Бліє (1984) та «Детектив» Жана-Люка Годара (1985).

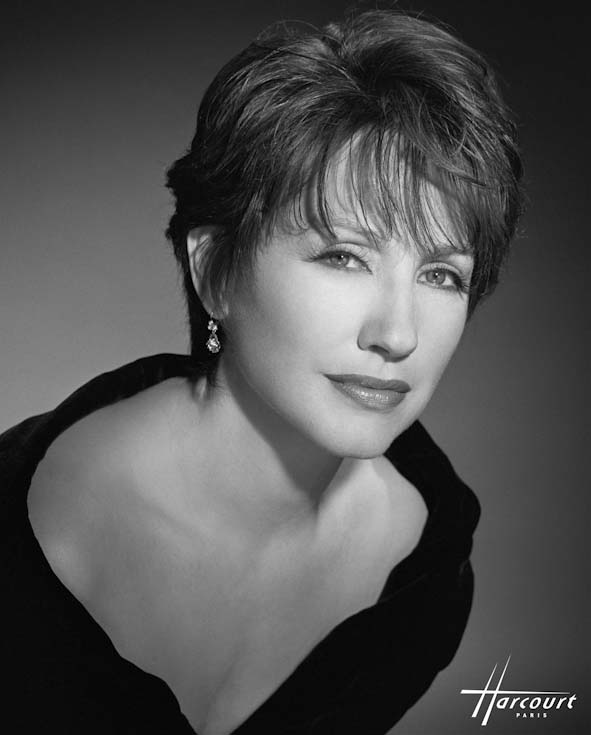
Наталі Бай. Студійне фото, 1994

Наприкінці 1980-х Бай з'являлася на екранах порівняно рідко. У 1990 році зіграла одну зі своїх найзнаменитіших ролей — розлучену матір Каміллу Вальмон у дебютному фільмі Ніколь Гарсії «Вікенд на двох». У 1999 році знялася в мелодрамі Тоні Маршалл «Салон краси „Венера“» разом з Одрі Тоту й отримала Кубок Вольпі Венеційського кінофестивалю за найкращу жіночу роль у фільмі Фредеріка Фонтейна «Порнографічні зв'язки» (1999).
У 2000-і роки Наталі Бай часто знімалася у комедіях («Ваш вибір, Мадам», «Один йде — інший залишається»). Виконавши роль «залізної леді»-політикині у трилері Клода Шаброля «Квітка зла» (2003), Наталі Бай з'явилася в амплуа крихкої й вразливої жінки у фільмах режисерів нового покоління: мелодрамах «Почуття» Ноемі Львовскі (2003) та «Я так довго чекав тебе» Т'єррі Кліфа (2004), а також у кримінальній драмі Ксав'є Бовуа «Молодий лейтенант», за роль у якому отримала ще одного «Сезара». У 2002 році Бай знялася в авантюрній трагікомедії Стівена Спілберга «Спіймай мене, якщо зможеш» разом з Леонардо Ді Капріо та Томом Генксом.
У 2008 році Наталі Бай зіграла головну роль у мелодрамі Жозіан Баласко «Клієнтка французького жиголо», у 2009 знялася в комедії «Разом — це занадто». У 2010 акторка року з'явилася в драмі «Маленький світ» з Жераром Депардьє, а також знялася з Одрі Тоту у драмі «Комплексний відхід».
У 2002 році Наталі Бай була президентом 27-ї церемонії вручення премії «Сезар».
1 січня 2009 року Наталі Бай удостоєна звання Кавалера ордена Почесного легіону.

## Фільмографія (вибіркова)
| Рік  | Українська назва             | Оригінальна назва             | Роль                          |
| ---- | ---------------------------- | ----------------------------- | ----------------------------- |
| 1971 | Двоє                         | Two People                    | в титрах не вказана           |
| 1973 | Американська ніч             | La nuit américaine            | Джоел                         |
| 1974 | Відкрита паща                | La gueule ouverte             | Наталі                        |
| 1974 | Ляпас                        | La Gifle                      | Крістін                       |
| 1975 | Остання жінка                | La dernière femme             | донька                        |
| 1976 | Мадо                         | Mado                          | Катрін                        |
| 1977 | Чоловік, який любив жінок    | L'Homme qui aimait les femmes | Мартін                        |
| 1977 | Месьє Папа                   | Monsieur Papa                 | Джанін                        |
| 1977 | Урочисте причастя            | La Communion solennelle       | Жанна Вандерберг              |
| 1978 | Зелена кімната               | La Chambre verte              | Сесілія Мендель               |
| 1978 | Моє перше кохання            | Mon premier amour             | Фаб'єнн                       |
| 1980 | Тиждень відпустки            | Une semaine de vacances       | Лоуренс                       |
| 1980 | Рятуй, хто може (своє життя) | Sauve qui peut (la vie)       | Деніз Рімбо                   |
| 1980 | Провінціалка                 | La Provinciale                | Крістін                       |
| 1981 | Червона тінь                 | L'ombre rouge                 | Анна                          |
| 1981 | Вітчим                       | Beau-Père                     | Шарлотта                      |
| 1981 | Дивна справа                 | Une étrange affaire           | Ніна Колен                    |
| 1982 | Повернення Мартена Герра     | Le Retour de Martin Guerre)   | Бертранде де Ролс             |
| 1982 | Інформатор                   | La Balance                    | Ніколь Данет                  |
| 1983 | Я вийшла заміж за тінь       | J'ai épousé une ombre         | Елен                          |
| 1984 | Племінник Бетховена          | Le neveu de Beethoven         | Леонор                        |
| 1984 | Наша історія                 | Notre histoire                | Донатьєн                      |
| 1984 | Беріг лівий, беріг правий    | Rive droite, rive gauche      | Саша Вернакі                  |
| 1985 | Детектив                     | Détective                     | Франсуаза Шеналь              |
| 1985 | Медовий місяць               | Lune de miel                  | Сесіль Карлін                 |
| 1987 | Втомившись від війни         | De guerre lasse               | Еліс                          |
| 1987 | Свята невинність             | En toute innonce              | Катеріна                      |
| 1989 | Людина усередині             | The Man Inside                | Крістін                       |
| 1989 | Це життя                     | La Baule — Les Pins           | Лена                          |
| 1989 | Гра зі смертю                | Spiel mit dem Tod             | Белла                         |
| 1990 | Вікенд на двох               | Un week-end sur deux          | Камілла Вальмон               |
| 1991 | Брехня                       | Mensonge                      | Емма                          |
| 1994 | Машина                       | La machine                    | Марі Лакруа                   |
| 1996 | Діти мерзотника              | Enfants de salaud             | Софі                          |
| 1998 | Папарацці                    | Paparazzi                     | Ніколь                        |
| 1999 | Салон краси «Венера»         | Venus beauté (Institut)       | Анжела П'яна                  |
| 1999 | Порнографічна зв'язка        | Une liaison pornographique    | Ер                            |
| 2000 | Ваш вибір, Мадам             | Ça ira mieux demain           | Софі                          |
| 2000 | Від Матвія                   | Selon Matthieu                | Клер                          |
| 2001 | Розпусниці                   | Absolument fabuleux           | Патрісія                      |
| 2002 | Спіймай мене, якщо зможеш    | Catch Me If You Can           | Паула Ебігнейл                |
| 2002 | Бутик                        | France boutique               | Софі                          |
| 2002 | Дитя просвіти                | L'enfant des lumières         | Діана де Брейвес              |
| 2002 | Квітка зла                   | La Fleur du mal               | Анна Шарпен Вассер            |
| 2003 | Почуття                      | Les Sentiments                | Кароль                        |
| 2004 | Я так довго чекав тебе       | Une vie a t'attendre          | Жанна                         |
| 2005 | Молодий лейтенант            | Le petit lieutenant           | Командир Каролін «Каро» Водьє |
| 2005 | Один йде — інший залишається | L'Un reste, l'autre part'     | Фанні                         |
| 2006 | Не кажи нікому               | Ne le dis à personne          | Елізабет Фельдман             |
| 2006 | Каліфорнія                   | La Californie                 | Маге                          |
| 2007 | Мишу з Обера                 | Michou d'Auber                | Жизель                        |
| 2007 | Мій син для мене             | Mon fils à moi                | мати                          |
| 2007 | Немає сексу, немає грошей    | Le prix à payer               | Оділь Менар                   |
| 2008 | Небесна канцелярія           | Les Bureaux de Dieu           | Анна                          |
| 2008 | Клієнтка французького жиголо | Cliente                       | Юдіт                          |
| 2008 | Шахрайство                   | Passe-passe                   | Ірен                          |
| 2009 | Обличчя                      | Visage                        | Наталі                        |
| 2010 | Разом — це занадто           | Ensemble, c'est trop          | Марі-Франс                    |
| 2010 | Випадковий роман             | De vrais mensonges            | Мадді                         |
| 2012 | Лоранс у будь-якому випадку  | Laurence Anyways              | Жульєн Аліа                   |
| 2013 | Королеви рингу               | Les Reines du ring            | Колетта                       |
| 2015 | Політ                        | La volant                     | Марі-Франс                    |
| 2015 | Упередження                  | Préjudice                     | мати                          |
| 2015 | Справа СК1                   | L'Affaire SK1                 | Фредеріка Понс                |
| 2016 | Це всього лиш кінець світу   | Juste la fin du monde         | мати                          |
| 2017 | Берегині                     | Les gardiennes                | Гортензія Сандрай             |
| 2017 | Super Алібі                  | Alibi.com                     | Марлен Мартен, мати Флоренс   |
| 2021 | Висока мода                  | Haute couture                 | Естер                         |
| 2022 | Абатство Даунтон 2           | Downton Abbey 2               | Мадам де Монмірай             |
| 2023 | СуперАлібі 2                 | Alibi.com 2                   | Марлен Мартен, мати Флоренс   |

## Нагороди
| Рік                                | Категорія                      | Фільм                                      | Результат |
| ---------------------------------- | ------------------------------ | ------------------------------------------ | --------- |
| Премія «Сезар»                     |                                |                                            |           |
| 1981                               | Найкраща акторка               | Тиждень відпустки                          | Номінація |
| 1981                               | Найкраща акторка другого плану | Рятуй, хто може (своє життя)               | Перемога  |
| 1982                               | Найкраща акторка другого плану | Дивна справа                               | Перемога  |
| 1983                               | Найкраща акторка               | Інформатор                                 | Перемога  |
| 1984                               | Найкраща акторка               | Я вийшла заміж за тінь                     | Номінація |
| 1991                               | Найкраща акторка               | Вікенд на двох                             | Номінація |
| 2000                               | Найкраща акторка               | Салон краси «Венера»                       | Номінація |
| 2004                               | Найкраща акторка               | Почуття                                    | Номінація |
| 2006                               | Найкраща акторка               | Молодий лейтенант                          | Перемога  |
| 2017                               | Найкраща акторка другого плану | Це всього лиш кінець світу                 | Номінація |
| Венеційський кінофестиваль         |                                |                                            |           |
| 1999                               | Кубок Вольпі найкращій акторка | Порнографічні зв'язки                      | Перемога  |
| Премія Європейської кіноакадемії   |                                |                                            |           |
| 1999                               | Найкраща акторка               | Порнографічні зв'язки                      | Номінація |
| 2006                               | Найкраща акторка               | Молодий лейтенант                          | Номінація |
| Міжнародний кінофестиваль у Сіетлі |                                |                                            |           |
| 2000                               | Найкраща акторка               | Салон краси «Венера» Порнографічні зв'язки | Перемога  |
| Кінофестиваль в Сан-Себастьяні     |                                |                                            |           |
| 2006                               | Срібна мушля найкращій акторці | Мій син для мене                           | Перемога  |
| Золота зірка кіно                  |                                |                                            |           |
| 2006                               | Найкраща акторка               | Молодий лейтенант                          | Перемога  |
| Кришталевий глобус                 |                                |                                            |           |
| 2006                               | Найкраща акторка               | Молодий лейтенант                          | Перемога  |
| 2009                               | Найкраща акторка               | Клієнтка французького жиголо               | Номінація |
| Монреальський кінофестиваль        |                                |                                            |           |
| 2010                               | Спеціальний Гран-прі Америк    | За винятковий внесок у кіномистецтво       | Перемога  |
| Премія «Магрітт»                   |                                |                                            |           |
| 2012                               | Почесна нагорода «Магрітт»     | Почесна нагорода «Магрітт»                 | Перемога  |